# La Troncal
La Troncal este un oraș din Ecuador de 30.726 locuitori. 
Până în anii '50 predomina agricultura. Populația a început să crească în anii '50 datorită migrației, în special din provinciile Azuay și Cañar, oamenii venind în căutarea unor noi locuri de muncă.
1. ↑   (PDF) https://app.sni.gob.ec/sni-link/sni/PORTAL_SNI/data_sigad_plus/sigadplusdiagnostico/DIAGNOSTICO%20GAD%20LA%20TRONCAL%20FINAL_15-11-2014.pdf Lipsește sau este vid: |title= (ajutor)